# Szent Kvitéria-híd
A Szent Kvitéria-híd a spanyolországi Villarreal egyik középkori műemléke.

## Története
Vannak, akik úgy vélik, ez a híd egy korábbi, római kori híd helyén épült fel, amely a Via Augusta út részét képezte, de erre mindmáig nem került elő bizonyíték. Az viszont nagyon valószínű, hogy a mai építmény a 13. századból, annak is az utolsó negyedéből származhat. A híd szerkezete, típusa mellett erre utal az az 1275. április 18-i dokumentum, amely I. Jakab aragóniai királytól származik, és amelyben a király felhatalmazta Pedro Dahera villarreali lakost egy kórház megalapításával és egy Mijares feletti kőhíd építésével.
Következő írásos említése 1513 augusztusából származik, amikor is a villarreali esküdtek és tanácstagok találkozóra hívták a hídra castellóni, burrianai és almazorai kollégáikat. 1563-ban Rafael Martí de Viciana is említi egyik munkájában.
1581-ben árvíz pusztította el a hidat, az újjáépítés után pedig (1583-ban) egy keresztet emeltek a közepén. Ebbe azonban 1652-ben villám csapott, így a kereszt megsemmisült. Erről a villámcsapásról egy kőbe vésett felirat is tudósít, amely mindmáig látható a kereszt megmaradt talapzatán.

## Leírás
Az íves nyílások sorozatával rendelkező kőhíd Spanyolország keleti részén, a Valencia autonóm közösség Castellón tartományában található Villarreal város északi részén található, a Mijares folyó fölött. Hossza különböző leírások szerint 125 vagy 154,88, legnagyobb magassága 9 méter. Nyolc nyílása közül hét közel azonos szélességű (11,59–12,65 méteres), míg egy jóval kisebb (6,80 m).
A gépkocsival is járható, de csak egyetlen sávnyi szélességű (a járművek magasságkorlátja 2,3, a szélességkorlát 2,4 méter) híd északi végén áll a Szent Kvitéria-kápolna.

## Képek

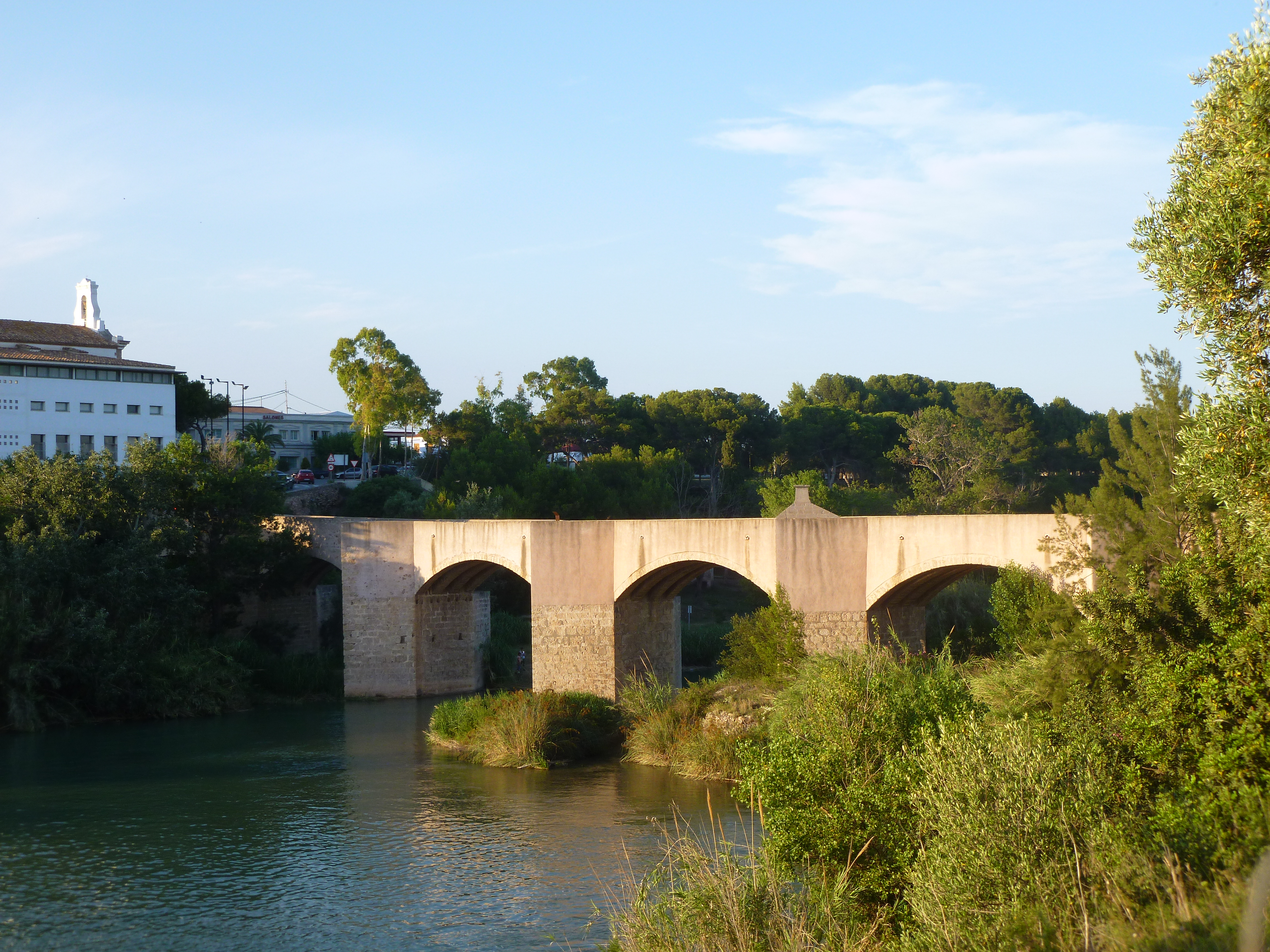
A híd oldalról
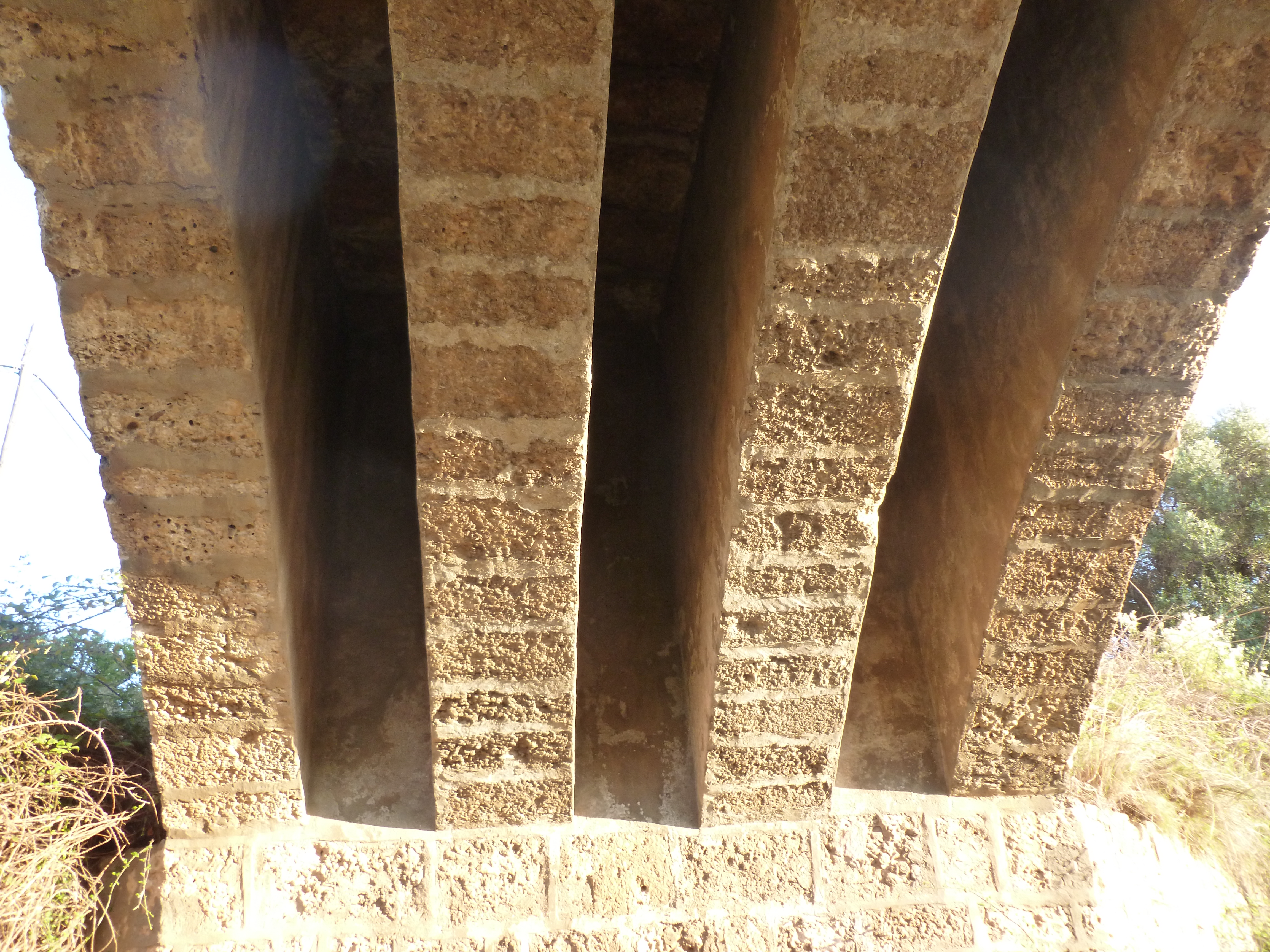
Az egyik ív alulról nézve
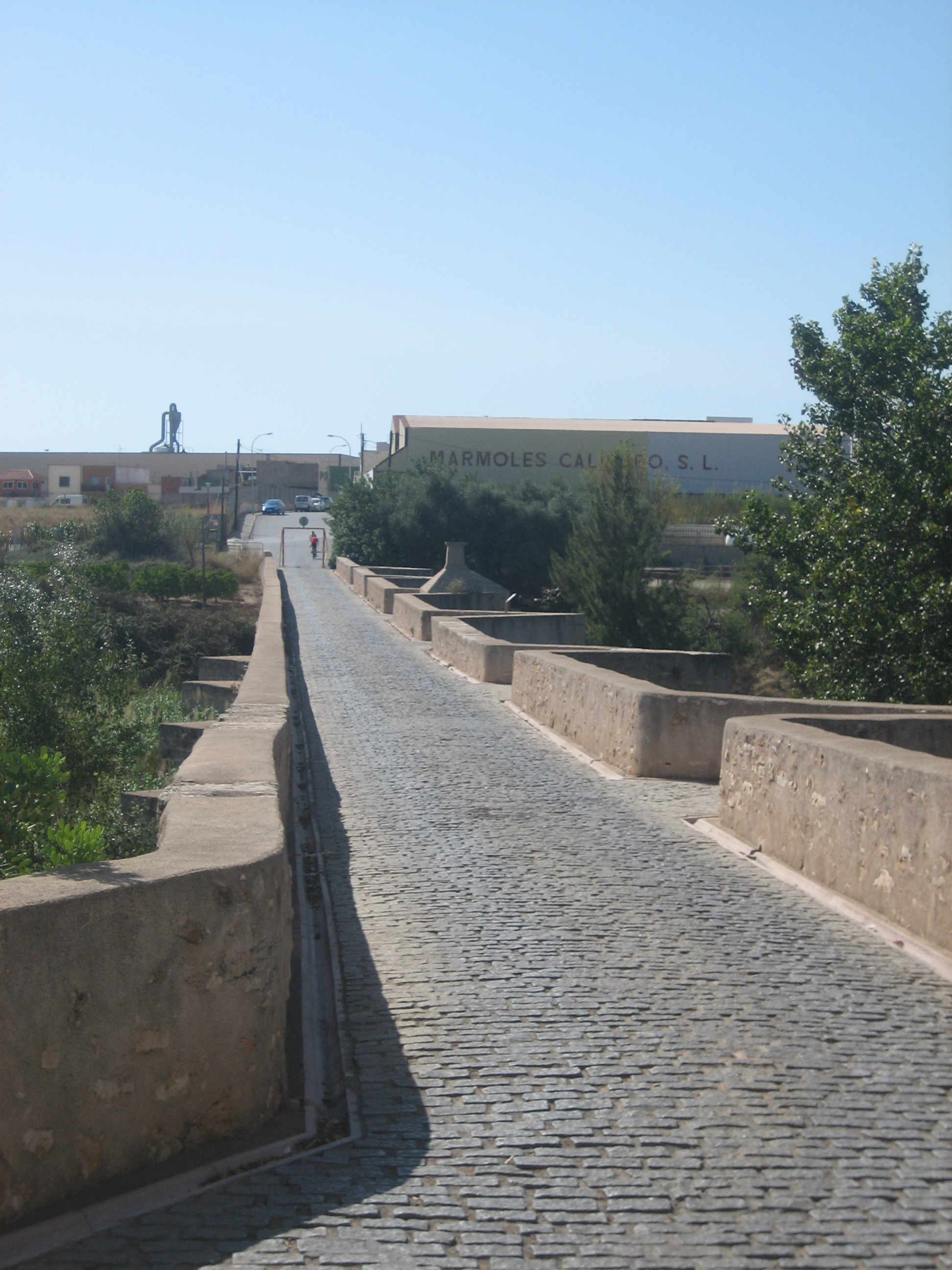
A hídpálya
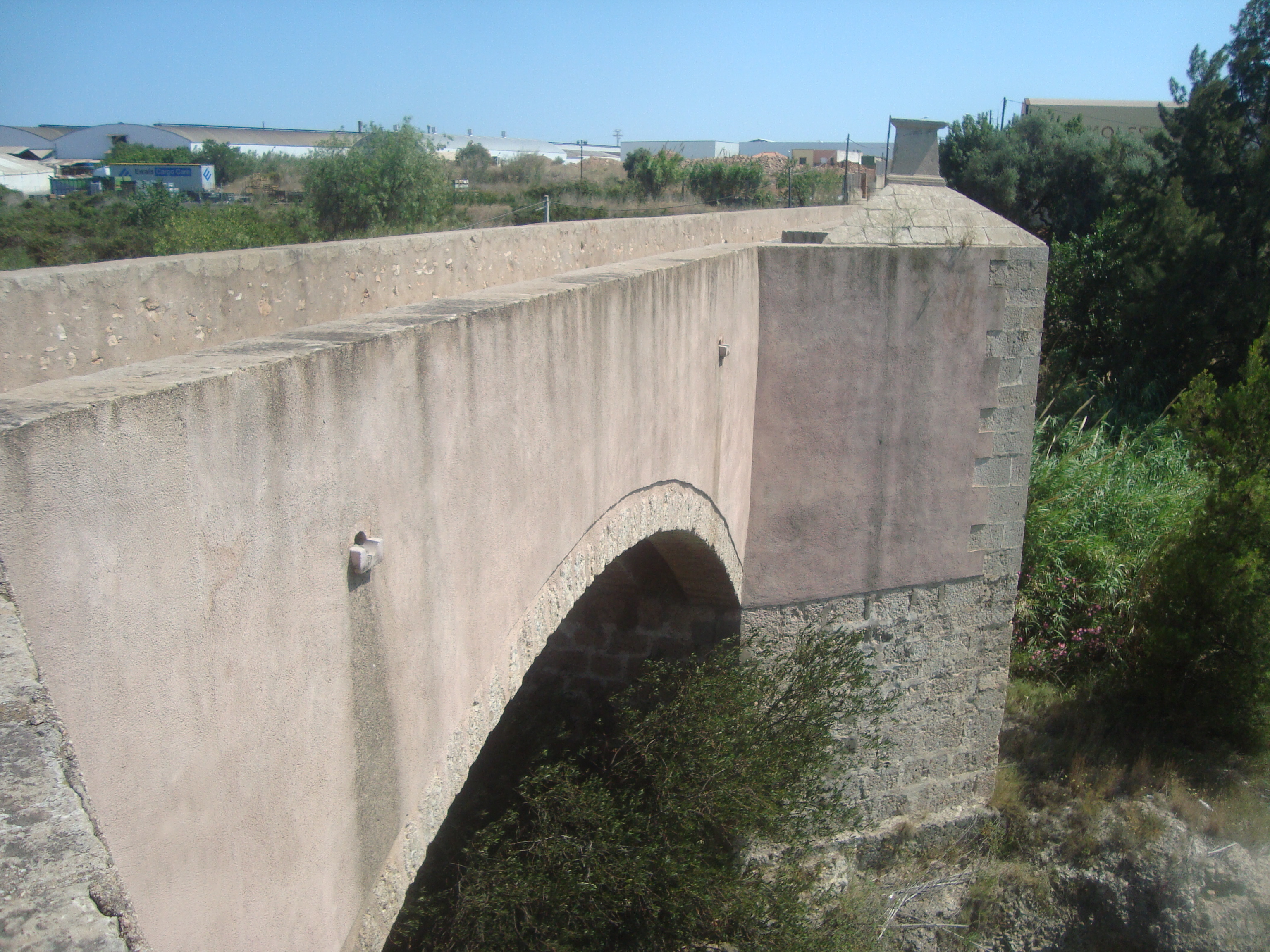
Részlet